# 체코 요리

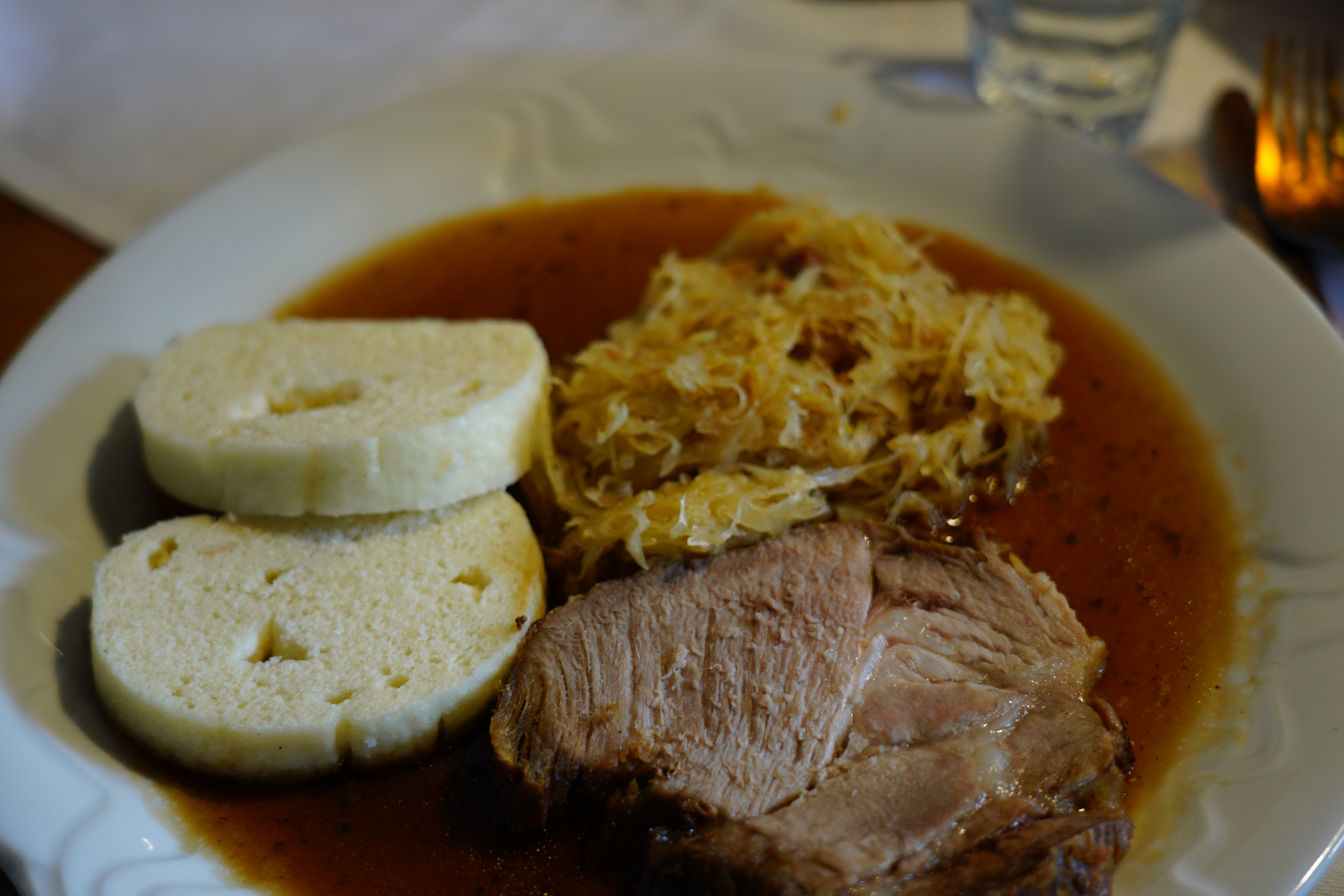
베프르조 크네들로 젤로

체코 요리(체코어: česká kuchyně 체스카 쿠히네[*])는 중앙유럽에 있는 체코의 요리이다. 주변국의 영향을 많이 받은 특성을 띠는 것이 특징이다. 중앙 유럽 등지의 케이크나 후식류 중 절대다수가 체코에서 유래하였다.
고기 요리에 많은 신경을 쓰는데 돼지고기를 먹는 것은 아주 흔하여 쇠고기나 닭고기의 소비도 많다. 거위, 오리, 칠면조 요리도 있다. 내륙국이라 생선이 귀한 탓에 크리스마스 같은 큰 명절이 아니고서는 신선한 생선요리를 맛보기란 체코인들에게 흔치 않은 일이라고 한다.

## 고기 요리

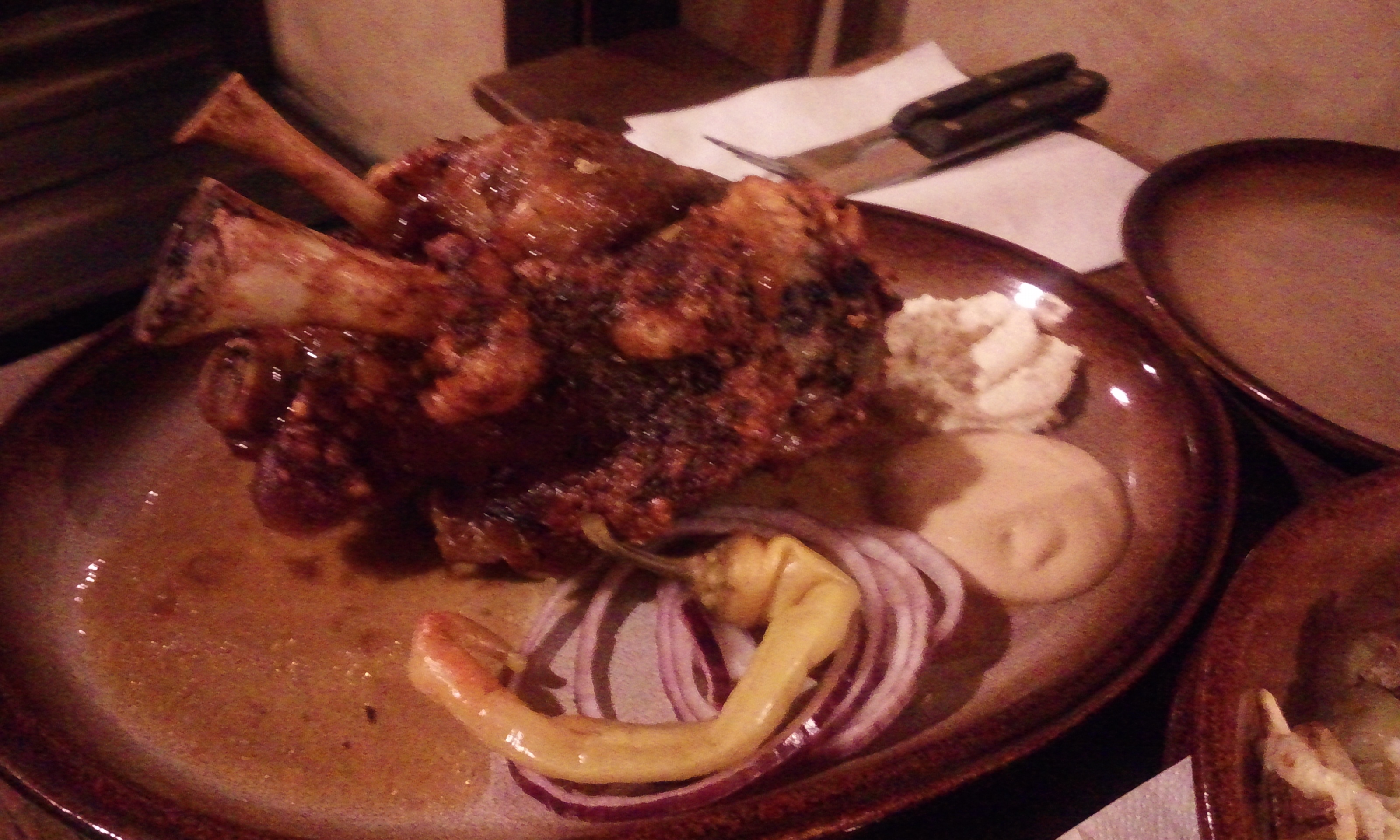
체코식 돼지 발목 요리인 콜레노(Koleno)

전통적인 체코 요리는 주로 육류가 주 재료이다.
그 중 돼지고기는 가장 흔히 사용되는 육류로 체코의 육류 소비량의 절반 이상을 차지한다. 소고기, 양고기, 닭고기 역시 자주 사용되는 재료다. 돼지는 체코의 시골 지방에서 중요한 고기의 원재료이다. 소에 비해 사육기간이 상대적으로 짧기 때문이다.
이트르니체(Jitrnice)는 살코기와 돼지 피로 만든 체코식 소시지, 순대이다. 이트르니체를 만들 때 돼지의 목, 폐, 비장 및 간에서 나온 고기를 흰색 페이스트리, 국물, 소금, 향신료, 마늘 및 때로는 양파를 써서 조리한다.

## 반찬
증기로 쪄서 만들어 내는 만두는 체코 가정식 요리에서도 자주 등장하는 반찬이다. 밀과 감자로 대개 반죽을 하고 흰 밀가루와 빵가루로 만든다. 대개 고기 만두 식인 이 요리는 크기가 커서 잘게 잘라 먹는다. 이와 다르게 오스트리아에서는 작게 만들어 먹는다.

## 스낵류
체코 내에서 맥주가 차지하는 비중이 크기 때문인지 체코 요리나 치즈의 진수는 선술집에서 볼 수 있다고 해도 과언이 아니다.
대표적인 예로는 감자 반죽과 밀가루, 우유, 소시지 따위를 섞어 구워서 먹는 브람보라키(Bramboráky)가 있다. 그런데 대개 브람보라키는 고기가 아니라 채소 위주로 만들어 먹기 때문에 소시지를 넣는 경우는 지방에 따라 다를 뿐 그렇게 흔한 것이 아니다. 소금, 후추, 마늘로 간을 하고 각 요리에 따라 곁들인다.

## 후식
건포도를 곁들여 만드는 과일 디저트가 가장 흔하다. 감자 반죽으로 한데 섞어서 반죽을 하고 버터나 설탕을 곁들여 맛있게 하기도 한다. 지방에 따라 그 종류가 다양하고 딸기나 체리, 블루베리, 복숭아 따위를 넣어서 만든다. 후식으로 먹기도 하지만 주식으로도 자주 사람들이 찾는다.
- 콜라체(Kolache, Koláče)는 빵 속에 치즈와 과일을 한데 채워 먹는 파이다.
- 바노카(Vánočka)라는 요리는 크리스마스에 먹는 요리인데 달콤한 쿠키와 함께 곁들여 먹는다.

## 음료
체코에서는 맥주와 와인 이외에도 토속주도 만든다. 코폴라(Kofola)라는 체코식의 청량음료도 있다.

## 같이 보기
- 유럽 요리